# Nicolas Bochatay
Nicholas Bochatay (Wallis kanton, 1964. augusztus 27. – Les Arcs, Savoya megye, 1992. február 22.) svájci alpesi síelő volt, aki az 1992-es téli olimpia előtti egyik edzésen vesztette életét, mikor egy hókotrónak ütközött.      

## Síelési pályafutása
Az 1991-es svájci bajnok Bochatay a legjobb gyorssíelők közé tartozott. A gyorssíelés drámai sport, a versenyzők 195 kilométer/órás sebességgel repülnek le a lejtőn. Les Arcsban, az 1992-es albertville-i játékokon, Bochatay a 13. helyen végzett a férfiaknál 210 km/h-s sebességgel. A gyorssíelés bemutató sport volt az 1992-es játékokon, így Bochatay halálát nem vették figyelembe a hivatalos verseny részeként.

## Halála
Február 22-én, az 1992-es téli olimpia utolsó előtti versenynapján, 9:30 körül Bochatay csapattársával, Pierre Yves-Jorand-dal és az Egyesült Államok csapattagjaival, Jeff Hamiltonnal, Jimbo Morgannel és Dale Womack-al melegített, amikor Bochatay nekiütközött egy hókotrónak, amely az egyik lejtőn éppen a havat takarította el. A csoport azon a lejtőn síelt, ahol a hókotró éppen takarította a havat. Nicholas felszállt a levegőbe, mielőtt közvetlenül a hókotrónak ütközött.